# Mindloss
Mindloss – pierwszy album holenderskiego zespołu deathmetalowego Gorefest. Został wydany w 1991.

## Lista utworów
Opracowano na podstawie materiału źródłowego.
| Nr  | Tytuł utworu                     | Długość |
| --- | -------------------------------- | ------- |
| 1.  | „Intro”                          | 1:02    |
| 2.  | „Mental Misery”                  | 5:05    |
| 3.  | „Putrid Stench Of Human Remains” | 4:18    |
| 4.  | „Foetal Carnage”                 | 5:02    |
| 5.  | „Tangled In Gore”                | 4:34    |
| 6.  | „Confessions Of A Serial Killer” | 5:33    |
| 7.  | „Horrors In A Retarded Mind”     | 4:00    |
| 8.  | „Loss Of Flesh”                  | 3:46    |
| 9.  | „Decomposed”                     | 5:51    |
| 10. | „Gorefest”                       | 4:00    |
|     |                                  | 43:11   |

## Twórcy
Opracowano na podstawie materiału źródłowego.
| Zespół Gorefest w składzie - Jan Chris de Koeijer - wokal, gitara basowa - Alex van Schaik - gitara - Boudewijn Bonebakker - gitara - Marc Hoogendoorn - perkusja |  | Inni - Mark Fritsma - producent wykonawczy - Willem Steentjes - inżynieria dźwięku - Pete Steward - inżynieria dźwięku, miksowanie - Lupo - oprawa graficzna, zdjęcia - Colin Richardson - produkcja muzyczna |